# Linda Amos
Linda Amos   (Portsmouth, 22 de juny de 1946), de casada Linda Skirton, és una nedadora anglesa, ja retirada, especialista en estil lliure, que va competir durant la dècada de 1960.
En el seu palmarès destaca una medalla de bronze en la cursa dels 4×100 metres lliures del Campionat d'Europa de natació de 1962 i una de bronze en els 4x110 iardes lliures als Jocs de la Commonwealth del mateix any. El 1962 va formar part de l'equip que millorar el rècord d'Europa en els 4x100 metres lliures.
El 1964 va prendre part en els Jocs Olímpics d'Estiu de Tòquio, on quedà eliminada en sèries en els 100 metres lliures del programa de natació.